# Delorazepam
Delorazepam, (klordesmetyldiazepam), summaformel C15H10Cl2N2O, är ett ångestdämpande och lugnande preparat som tillhör gruppen bensodiazepiner.
Substansen är narkotikaklassad och ingår i förteckning P IV i 1971 års psykotropkonvention, samt i förteckning IV i Sverige.